# Partners Again
Pour plus de détails, voir Fiche technique et Distribution.
Partners Again est un film muet américain réalisé par Henry King, sorti en 1926.

## Synopsis
Abe Potash et Mawruss Perlmutter deviennent associés dans le commerce automobile, en prenant une franchise pour la « Schenckmann Six.» Abe se retrouve impliqué dans la commercialisation d'un nouveau moteur avec son neveu, et Abe et Mawruss se séparent. L'entreprise d'Abe est un échec cuisant, et il doit fuir devant les actionnaires en colère et la police. Mawruss n'abandonne cependant pas son vieil ami et arrange son passage au Canada par avion. Les spéculateurs sont finalement pris et Abe retourne aux États-Unis, la conscience tranquille, et retrouve son ami Mawruss.

## Fiche technique
- Titre original : Partners Again
- Réalisation : Henry King
- Scénario : Frances Marion, d'après la pièce Partners Again de Jules Eckert Goodman et Montague Glass (en)
- Photographie : Arthur Edeson
- Producteur : Samuel Goldwyn
- Société de production : Samuel Goldwyn Productions
- Société de distribution : United Artists
- Pays de production :  États-Unis
- Langue : anglais
- Format : Noir et blanc - 35 mm - 1,33:1 - Muet
- Genre : Comédie
- Durée : 60 minutes (6 bobines)
- Date de sortie :
  - États-Unis : 15 février 1926

## Distribution
- George Sidney : Abe Potash
- Alexander Carr : Mawruss Perlmutter
- Betty Jewel : Hattie Potash
- Allan Forrest : Dan
- Robert Schable : Schenckmann
- Lillian Elliott : Rosie Potash
- Earl Metcalfe : l'aviateur
- Lew Brice : Pazinsky
- Gilbert Clayton : Sammett
- Anna Gilbert : Mme Sammett

## Autour du film
- Alexander Carr avait déjà joué Morris Perlmutter dans Potash and Perlmutter, réalisé par Clarence G. Badger en 1923, Abe Potash étant joué par Barney Bernard
- Alexander Carr et George Sidney avaient déjà joué les mêmes rôles dans In Hollywood with Potash and Perlmutter, réalisé par Alfred E. Green en 1925